# Günter Kütemeyer
Günter Kütemeyer (* 15. Februar 1928 in Hannover; † 13. September 2022 in Hamburg) war ein deutscher Schauspieler und Hörspielsprecher. Er wurde vor allem durch die Rolle des Bürgermeisters Dr. Waldemar Schönbiehl in der Fernsehserie Neues aus Büttenwarder bekannt.

## Leben
Kütemeyer wurde in Hannover geboren, wo er die Schauspielschule besuchte und später im Staatstheater Hannover zu sehen war. Es folgten Stationen in Heidelberg und Wiesbaden. Ab den 1970er-Jahren etablierte er sich im deutschen Fernsehen, wobei er zumeist in Nebenrollen eingesetzt wurde. Kütemeyer wirkte neben Fernsehproduktionen weiterhin als Theaterschauspieler, daneben wirkte er an Hörspielproduktionen mit und war als Synchronsprecher aktiv. Ebenfalls betätigte er sich als Schauspiellehrer, unter anderem von Kai Wiesinger.
Von 1997 bis 2015 gehörte Kütemeyer als politisch ambitionierter Dorfbürgermeister Dr. Waldemar Schönbiehl zur Stammbesetzung von Neues aus Büttenwarder. Weitere feste Serienrollen hatte der Charakterdarsteller als Kurt Meves in Kümo Henriette (1979–1982) und als Mattie Paulsen in Die Strandclique (1999–2002). Im Fernsehen wirkte er überwiegend in norddeutschen Produktionen, speziell aus Hamburg, mit – so beispielsweise Großstadtrevier, Stubbe – Von Fall zu Fall, Tatort, Polizeiruf 110 und SOKO Wismar. 2015 beendete der damals 87-jährige Kütemeyer seine schauspielerische Karriere, seine Figur des Dr. Schönbiehl in Neues aus Büttenwarder verabschiedete sich daraufhin innerhalb der Serie in den Ruhestand in der Provence.
Kütemeyer starb im September 2022 im Alter von 94 Jahren in Hamburg, wohin er in den 1990er-Jahren mit seiner Ehefrau gezogen war.

## Filmografie (Auswahl)
- 1963: Der Krug (Fernsehfilm)
- 1964: Akte Wiltau (Fernsehfilm)
- 1964: Fernfahrer (Die Fernfahrer, Fernsehserie, Folge 2x03)
- 1965: Schicken Sie mir einen Dollar! (Fernsehfilm)
- 1974: Zwischenstationen (Fernsehserie)
- 1974: Tatort – Kneipenbekanntschaft (Fernsehfilm)
- 1978: Die schöne Marianne (Fernsehserie, eine Folge)
- 1978: Die Anstalt
- 1978: Kläger und Beklagte (Fernsehserie, Folge 1x05)
- 1979: PS (PS – Geschichten ums Auto, Fernsehserie, Folge 4x04)
- 1979–1982: Kümo Henriette (Fernsehserie, 9 Folgen)
- 1980: Unsere heile Welt – Kleine Schule für große Leute (Miniserie)
- 1980: Tatort – Hände hoch, Herr Trimmel! (Fernsehfilm)
- 1980/1981: Spaß beiseite – Herbert kommt! (Fernsehserie, 2 Folgen)
- 1980/1982: St. Pauli-Landungsbrücken (Fernsehserie, 2 Folgen)
- 1981: Landluft (Fernsehfilm)
- 1983: Nesthäkchen (Fernsehserie, 2 Folgen)
- 1983: Tatort – Der Schläfer (Fernsehfilm)
- 1984: Die Lehmanns (Fernsehserie, Folge 1x05)
- 1985: Wochenendgeschichten (Fernsehserie, Folge 1x02)
- 1986: Unternehmen Köpenick (Fernsehserie, Folge 1x06)
- 1988: Kasse bitte! (Fernsehserie)
- 1991: Die Männer vom K3 (Fernsehserie, Folge 2x01)
- 1992: Der Landarzt (Fernsehserie, Folge 4x07)
- 1993: Vater braucht eine Frau (Fernsehserie, 2 Folgen)
- 1994: Geschichten aus der Heimat (Fernsehserie, eine Folge)
- 1994–1995: Schloß Hohenstein (Schloß Hohenstein – Irrwege zum Glück, Fernsehserie, 4 Folgen)
- 1995: Tatort – Tödliche Freundschaft (Fernsehfilm)
- 1995/1998: Heimatgeschichten (Fernsehserie, 2 Folgen)
- 1996: Das Ende eines normalen Tages (Fernsehfilm)
- 1996: Stubbe – Von Fall zu Fall: Stubbe und der Pferdestecher (Fernsehfilm)
- 1996/1999: Adelheid und ihre Mörder (Fernsehserie, 2 Folgen)
- 1997: Sanfte Morde (Fernsehfilm)
- 1997: Küstenwache (Fernsehserie, Folge 1x10)
- 1998: Ferkel Fritz (Fernsehfilm)
- 1998: Evelyn Hamanns Geschichten aus dem Leben (Fernsehserie, eine Folge)
- 1998: Im Namen des Gesetzes (Fernsehserie, Folge 3x12)
- 1999: Großstadtrevier (Fernsehserie, Folge 9x08)
- 1999–2002: Die Strandclique (Fernsehserie, 15 Folgen)
- 1999–2015: Neues aus Büttenwarder (Fernsehserie, 60 Folgen)
- 2000: Alle Kinder brauchen Liebe (Fernsehfilm)
- 2001: Ein Zwilling zuviel (Fernsehfilm)
- 2001/2005: Alphateam – Die Lebensretter im OP (Fernsehserie, 2 Folgen)
- 2002: Herzschlag – Das Ärzteteam Nord (Fernsehserie, Folge 3x03)
- 2003: Die Rettungsflieger (Fernsehserie, Folge 7x04)
- 2007: Einfache Leute (Fernsehfilm)
- 2007: Doktor Martin (Fernsehserie, Folge 1x02)
- 2009: Notruf Hafenkante (Fernsehserie, Folge 4x06)
- 2009: Tatort – Borowski und die Sterne (Fernsehfilm)